# 枳
枳，又称枸橘、臭橘，属於芸香科柑橘属植物。其種小名“trifoliata”意为“三叶的”。

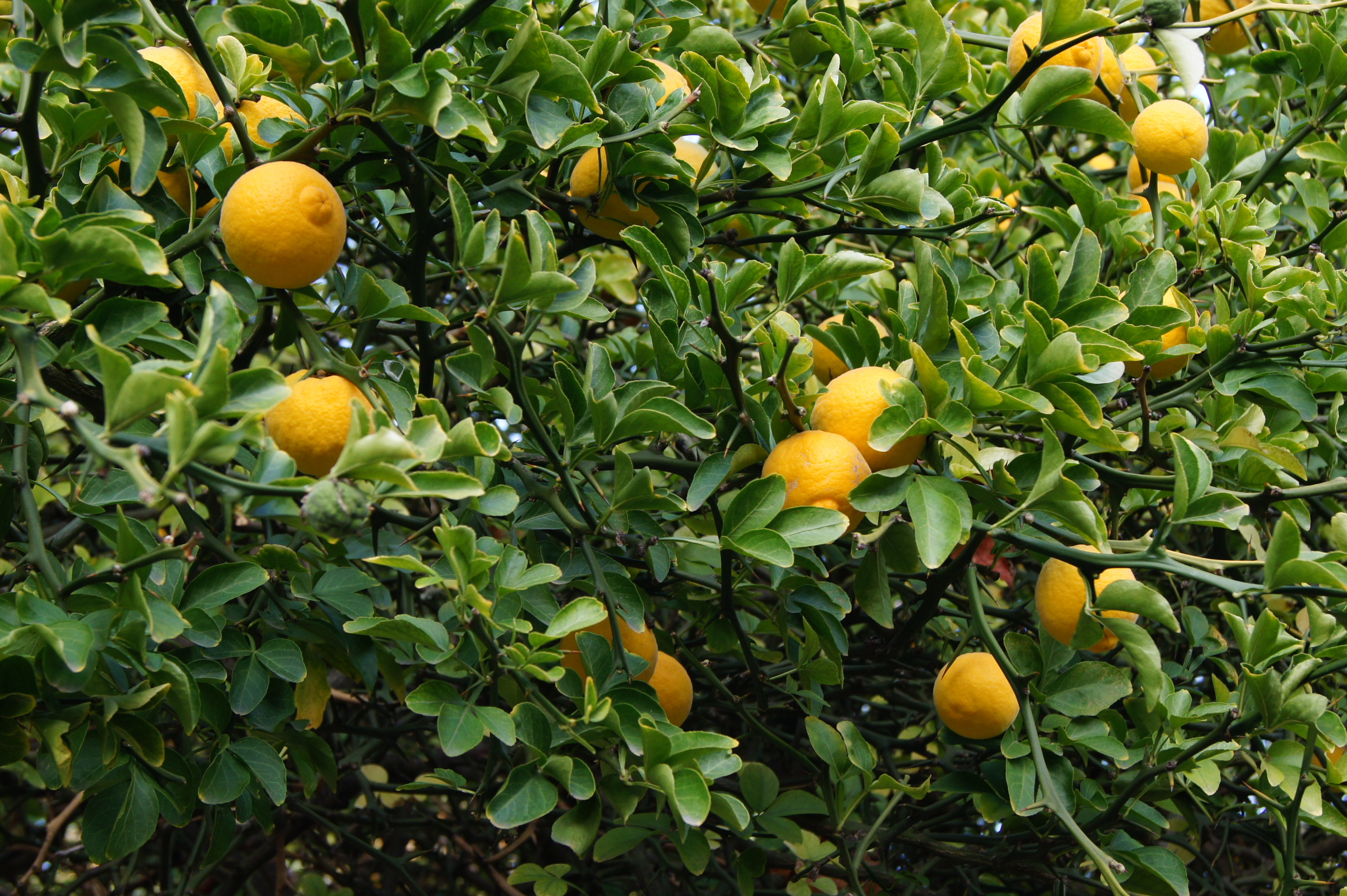
果實

枳味苦，可作中药，中国《晏子春秋》中有“南橘北枳”的寓言，晏婴以此故事来说明环境的作用。但事實上，橘、枳為不同物种。

## 形态
灌木或小乔木，有粗刺；复叶，小叶3片，有透明腺点，总叶柄具有翅；春末开白色花；球形小果实，成熟时为暗黄色，密被柔毛；果肉少味酸，不宜食用。

## 分类
过去，枳曾被独立地放在枳属（Poncirus）之下，但现在已知本种实际上是柑橘属的一员。

## 特征
原产于中国中部，北自黄河流域及以北，南到广东，都有分布。

## 物種
枳橙（學名：Citrus × insitorum，英文：Citrange），是枳和柳橙雜交而成的。

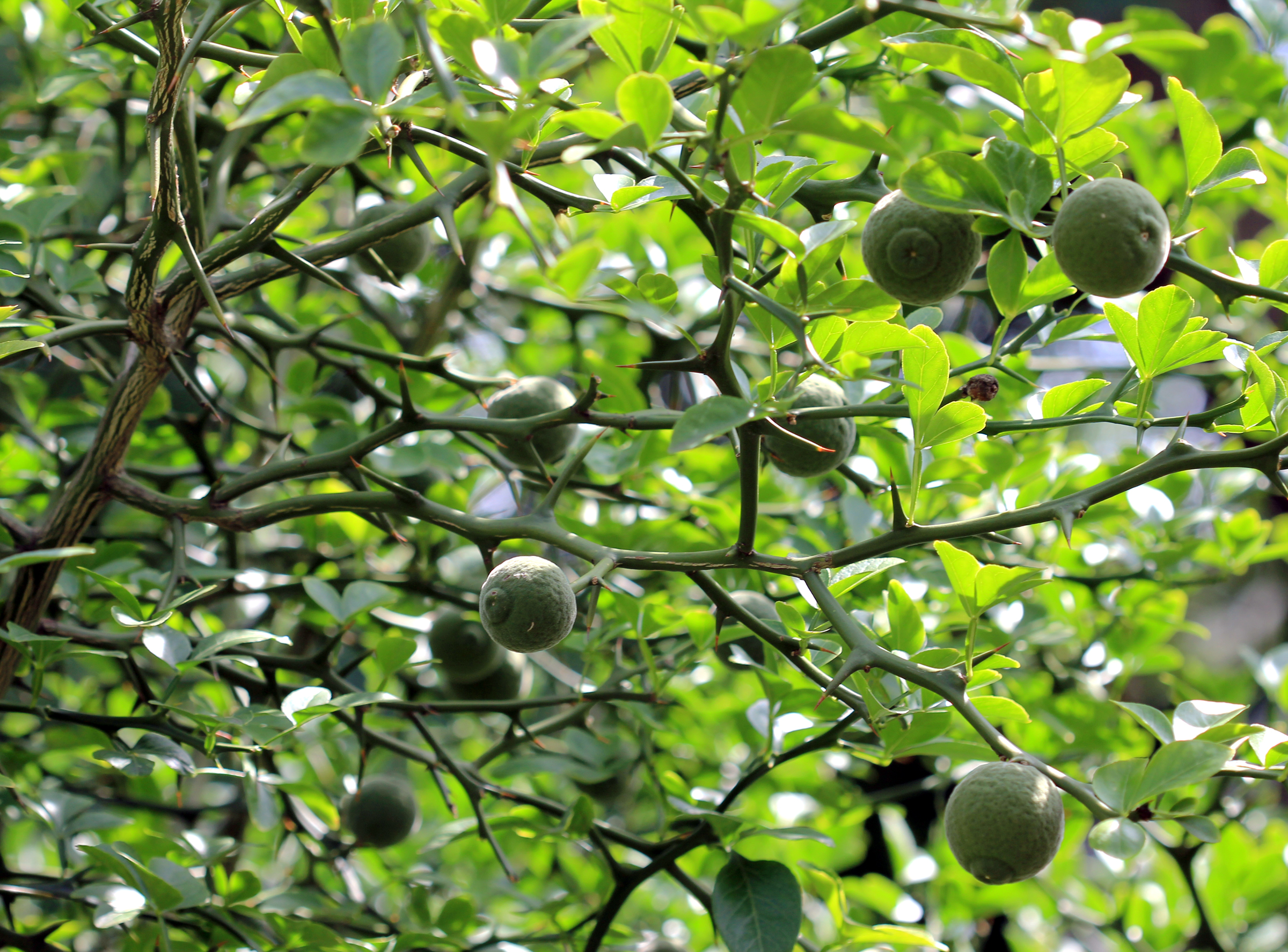
果實

## 延伸阅读
[在维基数据编辑]
 《欽定古今圖書集成·博物彙編·草木典·枳部》，出自陈梦雷《古今圖書集成》
 《欽定古今圖書集成·博物彙編·草木典·枸橘部》，出自陈梦雷《古今圖書集成》
 《植物名實圖考·枸橘》，出自吳其濬《植物名實圖考》

## 外部連結
- 酸橙 Suancheng （页面存档备份，存于） 藥用植物圖像數據庫 (香港浸會大學中醫藥學院) （中文）（英文）
- 枸橘 Gouju （页面存档备份，存于） 藥用植物圖像數據庫 (香港浸會大學中醫藥學院) （中文）（英文）
- 枳殼 中藥材圖像數據庫  (香港浸會大學中醫藥學院) （中文）（英文）
- 枳實 中藥材圖像數據庫  (香港浸會大學中醫藥學院) （中文）（英文）
- 枳實 Zhi Shi （页面存档备份，存于） 中藥標本數據庫 (香港浸會大學中醫藥學院) （繁體中文）（英文）
- 枳殼 Zhi Qiao （页面存档备份，存于） 中藥標本數據庫 (香港浸會大學中醫藥學院) （繁體中文）（英文）